# Bocaiúva (ort)
Bocaiúva är en ort i Brasilien.   Den ligger i kommunen Bocaiúva och delstaten Minas Gerais, i den sydöstra delen av landet, 500 km öster om huvudstaden Brasília. Bocaiúva ligger 683 meter över havet och antalet invånare är 32 114.
Terrängen runt Bocaiúva är platt åt sydost, men åt nordväst är den kuperad.
Omgivningarna runt Bocaiúva är huvudsakligen savann. Runt Bocaiúva är det glesbefolkat, med 18 invånare per kvadratkilometer.